# A Magyar Népköztársaság Zászlórendje
A Magyar Népköztársaság Zászlórendje a Magyar Népköztársaság Elnöki Tanácsa által adományozott magas rangú állami kitüntetés volt.

## Története
A Magyar Népköztársaság Elnöki Tanácsa 1956-ban alapította (1956. évi 17. tvr.) „a békéért folyó harcban vagy az ország építésében, továbbá Magyarország és a külföldi államok közötti együttműködés és baráti kapcsolatok fejlesztése terén, illetve a nemzetközi béke és barátság megszilárdításáért kifejtett munkásság” elismerésére. Eredetileg ötfokozatú kitüntetés volt.
Az 1963. évi 35. tvr. megszüntette a IV. és V. fokozatot. Az 1976. évi 3. tvr. alapján a következő fokozatai voltak: a Magyar Népköztársaság gyémántokkal ékesített Zászlórendje, a Magyar Népköztársaság rubinokkal ékesített Zászlórendje és a Magyar Népköztársaság babérkoszorúval ékesített Zászlórendje. 
1989. október 23-a után a neve a Magyar Köztársaság Zászlórendjére módosult, majd az 1991. évi XXXI. törvénnyel az adományozása megszűnt.

## Viselése
Viselni a mellkas jobb oldalán kitűzve lehetett. A kitüntetés követett egyfajta nemzetközi gyakorlatot és a korábbi hagyományokat is figyelembe vette.

## Híres kitüntetettek
- Jurij Alekszejevics Gagarin szovjet űrhajós
- Andrijan Grigorjevics Nyikolajev szovjet űrhajós